# Texas Flood
Texas Flood é um álbum de blues gravado pelo guitarrista Stevie Ray Vaughan e sua banda Double Trouble, lançado em 1983. Sendo o álbum de blues-rock mais popular dos últimos 20 anos, Texas Flood foi um sucesso surpreendente para Vaughan, que trabalhava na obscuridade havia anos. Este álbum está na lista dos 200 álbuns definitivos no Rock and Roll Hall of Fame.
Nas paradas norte-americanas de vendas de discos da Billboard, Texas Flood chegou ao posto #64 e #38 na Billboard 200 e na parada de Pop Albums, respectivamente. O compacto Southern Rock "Pride and Joy" chegou ao posto #20 na parada Mainstream Rock.[carece de fontes?]

## Lista de faixas
| N.º            | Título                   | Compositor(es)                       | Duração |  |
| 1.             | "Love Struck Baby"       | Stevie Ray Vaughan                   | 2:19    |  |
| 2.             | "Pride and Joy"          | Vaughan                              | 3:39    |  |
| 3.             | "Texas Flood"            | Larry Davis, Joseph Wade Scott       | 5:21    |  |
| 4.             | "Tell Me"                | Chester Arthur Burnett, Howlin' Wolf | 2:48    |  |
| 5.             | "Testify"                | Isley Brothers                       | 3:20    |  |
| 6.             | "Rude Mood"              | Vaughan                              | 4:36    |  |
| 7.             | "Mary Had a Little Lamb" | Buddy Guy                            | 2:46    |  |
| 8.             | "Dirty Pool"             | Doyle Bramhall, Vaughan              | 4:58    |  |
| 9.             | "I'm Cryin'"             | Vaughan                              | 3:41    |  |
| 10.            | "Lenny"                  | Vaughan                              | 5:00    |  |
| Duração total: | Duração total:           | Duração total:                       | 38:28   |  |

- Algumas edições do álbum e de tablaturas creditam erroneamente "Testify" para G. Clinton and D. Taylor, mas na realidade a faixa é uma cover dos Isley Brothers.[2][3][4] A gravação original foi lançada em 1964 e conta com Jimi Hendrix na guitarra. Há uma canção do Parliament com o mesmo nome (às vezes chamada "I Wanna Testify"), composta por G. Clinton and D. Taylor.